# Krasná studánka (Darkovice)
Krasná studánka (nazývaná také Krosna) je pramen, který se nachází v lokalitě Hůrka u Přírodního koupaliště v Darkovicích v obci Darkovice v okrese Opava v Moravskoslezském kraji. Studánka se nachází na katastrálním území Darkovice v Opavské pahorkatině v nadmořské výšce 240 m a teče do bezejmenného potoka (přítok potoka Bečva, povodí řeky Odry). Studánka je ve skruži s vývodem z nerezové trubky a je přístupná z blízké silnice. Studánka je u rybníků, které slouží pro potřeby přírodního koupaliště. Studánka její blízké okolí jsou upravené, udržované a je zde umístěna lavička. U vstupu do areálu Přírodního koupaliště je informační tabule s unformacemi o Krásné Studánce a Darkovicích. Studánka je spojena s několika místními pověstmi.

## Galerie

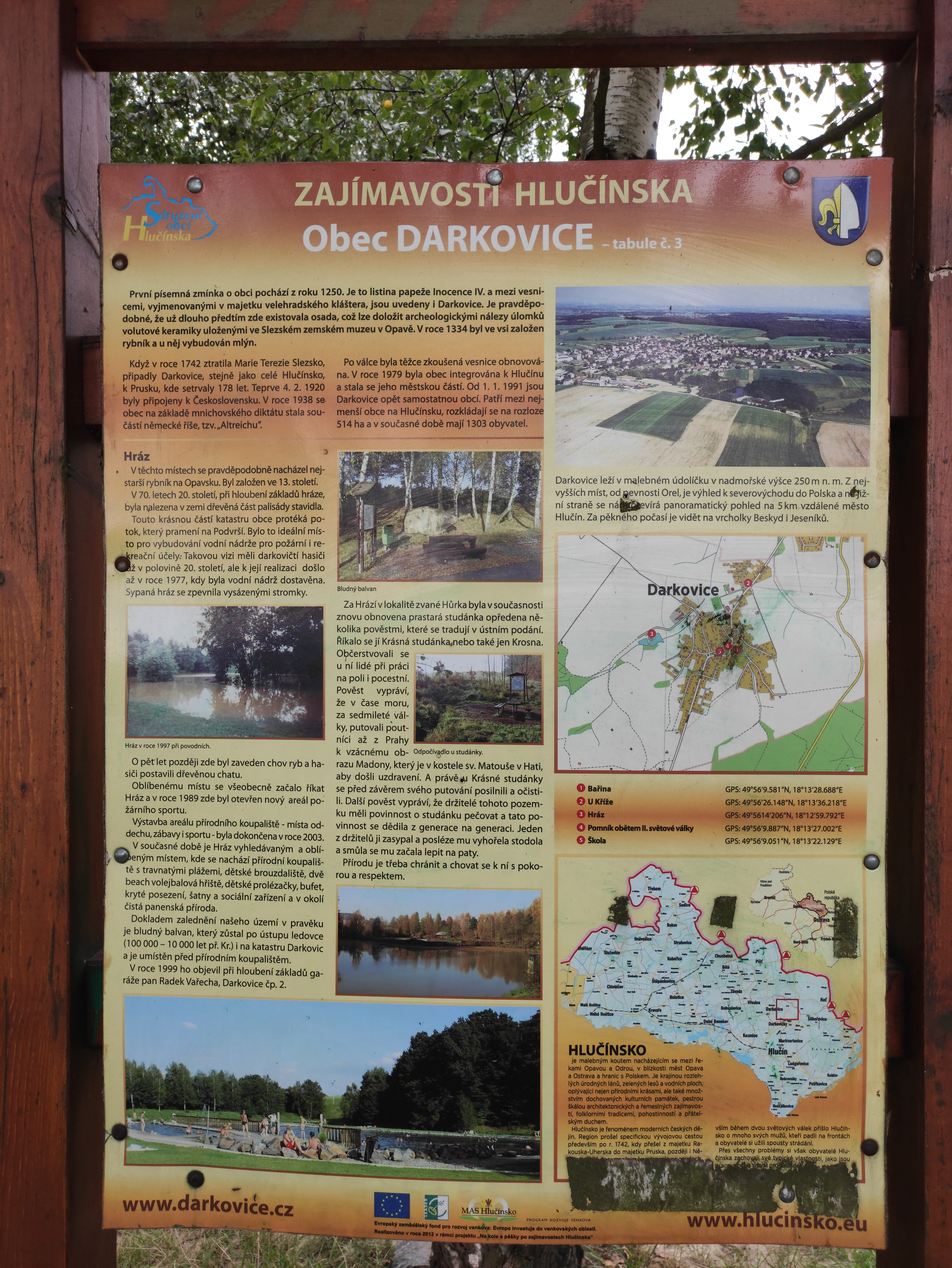
Informační tabule s informacemi o Darkovicích a Krásné studánce